# ناتالی سنیتینا
ناتالی سنیتینا (روسی: Наталья Анатольевна Снытина؛ زادهٔ ۱۳ فوریهٔ ۱۹۷۱) ورزشکار ورزش دوگانه اهل روسیه بود.
وی در مسابقات کشوری و بین‌المللی در مجموع برندهٔ ۱ مدال طلا شده‌است.